# La Chasse au lion et au léopard
Pour les articles homonymes, voir La Chasse au lion.
La Chasse au lion et au léopard, souvent raccourcie en La Chasse au lion, est un tableau de Pierre Paul Rubens actuellement détenu par la Gemäldegalerie Alte Meister à Dresde. Le tableau est très proche de La Chasse au tigre du musée des beaux-arts de Rennes et sa place chronologique a été débattue.

## Description
Un cheval se cabre au milieu de la composition. Il est monté par un chasseur portant un turban, tiré en arrière par un lion. Deux cavaliers habillés en armure sur la droite se préparent à attaquer le félin central. À droite, au pied du cheval, une lionne essaie de transporter ses petits à l'abri. Un léopard git en bas à droite du tableau.
Au premier plan à gauche, un homme est maintenu à terre par un lion. Il se défend contre le félin en pointant une dague entre ses côtes. Derrière eux, un Maure portant un turban monte un cheval qui rue vers le lion, et pointe une lance vers l'homme à terre. À l'extrême gauche, un autre cavalier approche.

## Analyse

### Contexte
Le thème de la chasse est très présent dans l’œuvre de Rubens, qui est considéré comme l'un des artistes ayant renouvelé ce genre sous-exploité depuis la Renaissance. Entre 1616 et 1621, Rubens peint une succession de scènes de chasse extrêmement dynamiques, dont la technique et la composition s'améliorent de tableaux en tableaux. Cette première période créative commence par La Chasse au loup et au renard pour culminer par La Chasse au lion de l'Alte Pinakothek.
Les tableaux de la première période montrent que Rubens a volontairement utilisé les codes des peintres de cour, en glorifiant la noblesse. En effet, la chasse est un symbole de ce statut social, puisqu'il sous-entend la possession d'importants terrains. C'est également une véritable passion pour de nombreux souverains d'Europe. Rubens est tout à fait conscient de l'intérêt suscité par ses peintures de chasse et a compris leur potentiel de vente auprès des classes dirigeantes. Toutefois, la créativité exprimée ne s'explique pas totalement par un but purement mercantile.

### Place vis-à-vis deLa Chasse au tigre

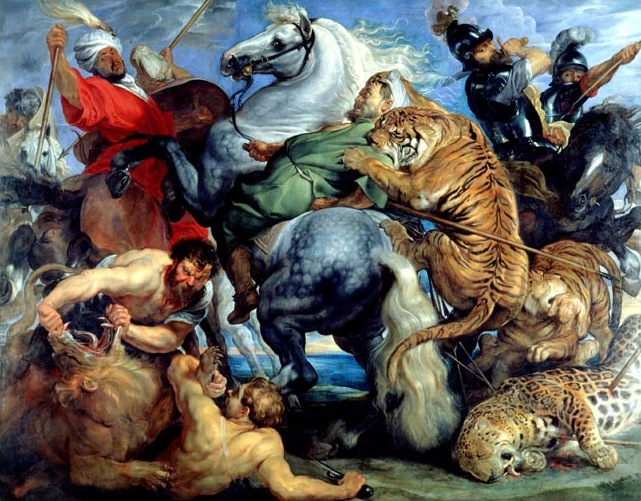
La Chasse au tigre, exposée au musée des beaux-arts de Rennes.

En-dehors d'un groupe de personnage dans le bord inférieur gauche du tableau et le remplacement de deux tigres par deux lions, La Chasse au lion et au léopard est identique aux copies de La Chasse au tigre d'Hartford et de L'Allégorie de la vue. La Chasse au lion et au léopard de Dresde peut être considérée comme une variante de La Chasse au tigre.
Selon Arnout Balis, la composition de La Chasse au lion et au léopard est améliorée par rapport à celle de La Chasse au tigre : les deux chevaux à droite sont plus clairement visibles. Par ailleurs, une esquisse à l'huile détenue par la National Gallery, où le cavalier est attaqué par un lion plutôt qu'un tigre, semble constituer une étape intermédiaire entre les deux compositions. Selon Rosand, cela implique que La Chasse au Tigre est postérieure à La Chasse au lion et au léopard, car la composition de La Chasse au tigre s'est alourdie de personnages supplémentaires. Toutefois, selon Arnout Balis, bien que la composition de La Chasse au tigre soit plus compliquée, cela peut également s'expliquer par un travail continu sur la composition des chasses, qui se sont simplifiées au cours du temps. Par ailleurs, l'esquisse de la National Gallery peut être considérée comme un travail préparatoire avant La Chasse au tigre, et le motif central n'a que peu de points communs avec les deux tableaux : cela pourrait être une étude pour un tableau qui n'a jamais été exécuté.

### Origines des personnages
De nombreuses figures sont empruntées d'autres tableaux. Le cavalier attaqué par derrière par un lion est utilisé à de nombreuses reprises dans d'autres chasses, en premier lieu dans La Chasse au tigre. La lionne ramenant ses petits est inspirée d'une statuette en bronze du XVIe siècle et est visible dans La Chasse au tigre, mais également dans Daniel dans la fosse au lion.